# エンタルピー
エンタルピー（英: enthalpy）あるいは熱含量（ねつがんりょう、英: heat content）とは、熱力学における示量性状態量のひとつであり、
{\displaystyle H=U+pV}
で定義される物理量 {\displaystyle H} のことである。ただし、 {\displaystyle U} は内部エネルギー、 {\displaystyle p} は圧力、 {\displaystyle V} は体積である。

エンタルピーはエネルギーの次元をもち、物質の発熱・吸熱挙動にかかわる状態量である。等圧条件下にある系が発熱して外部に熱を出すとエンタルピーが下がり、吸熱して外部より熱を受け取るとエンタルピーが上がる。
「エンタルピー」という名称は、オランダの物理学者ヘイケ・カメルリング・オネス（蘭: Heike Kamerlingh Onnes）が作ったとされており、エンタルピーの量記号 H は、彼の名前の頭文字に由来する。

## 完全な熱力学関数
エンタルピーはエントロピー S、圧力 p、物質量 N を変数とする関数 H(S,p,N) と見たときに完全な熱力学関数となる。このとき、定義式は内部エネルギー U(S,V,N) の V に関するルジャンドル変換
{\displaystyle H(S,p,N)=U(S,V(S,p,N),N)+pV(S,p,N)}
と見ることが出来る。
エンタルピー H(S,p,N) の各変数による偏微分は
{\displaystyle {\begin{aligned}\left({\frac {\partial H}{\partial S}}\right)_{p,N}&=T(S,p,N)\\\left({\frac {\partial H}{\partial p}}\right)_{S,N}&=V(S,p,N)\\\left({\frac {\partial H}{\partial N_{i}}}\right)_{S,p,N_{j}}&=\mu _{i}(S,p,N)\end{aligned}}}
で与えられる。ここで T は熱力学温度、μi は成分 i の化学ポテンシャルである。従って、エンタルピー H(S,p,N) の全微分は
{\displaystyle dH=T(S,p,N)\,dS+V(S,p,N)\,dp+\sum _{i}\mu _{i}(S,p,N)\,dN_{i}}
となる。

## 等圧過程
外圧 pex の環境にある系が、ある平衡状態から別の平衡状態へ変化する過程を考える。系の体積変化に伴う仕事以外の仕事がないとき、すなわち非膨張仕事がないときには、系が外部に為す仕事は
{\displaystyle W=p_{\text{ex}}\Delta V}
であり、系が外部から受け取る熱 q はエネルギー保存則から
{\displaystyle q=\Delta U+W=\Delta U+p_{\text{ex}}\Delta V}
となる。
等圧条件下では変化の前後で p=pexなので、エンタルピーの定義から
{\displaystyle \Delta H=\Delta (U+p_{\text{ex}}V)=\Delta U+p_{\text{ex}}\Delta V}
となる。従って
{\displaystyle q=\Delta H}
が成り立つ。つまり、非膨張仕事がない等圧過程においては、系に与えた熱 q が系のエンタルピーの変化と等しくなっている。
温度 Tex の環境にある系内での化学反応において、系から外部に放出された熱は反応熱 Q に等しい。系から外部に放出された熱は、系が外部から吸収する熱と符号が逆になるから
{\displaystyle Q=-q=-\Delta H}
が成り立つ。つまり、熱浴の温度と外圧が一定の化学反応においては、非膨張仕事がなければエンタルピー変化と反応熱は符号が逆で大きさが等しい。

## 温度による表示
完全な熱力学関数としてのエンタルピーの変数はエントロピー S、圧力 p、物質量 N であるが、実用上はエントロピー S に変えて熱力学温度 T を変数として表されることが多い。閉鎖系で物質量の変化を考えない場合には、エンタルピー H(T,p) の温度による偏微分は
{\displaystyle \left({\frac {\partial H}{\partial T}}\right)_{p}=C_{p}(T,p)}
として等圧熱容量で与えられる。一方、エンタルピー H(T,p) の圧力による偏微分は
{\displaystyle \left({\frac {\partial H}{\partial p}}\right)_{T}=V(T,p)-T\left({\frac {\partial V}{\partial T}}\right)_{p}}
として、体積を温度と圧力で表した状態方程式によって表される。この関係式は熱力学的状態方程式と呼ばれる。
熱膨張係数 α で表せば
{\displaystyle \left({\frac {\partial H}{\partial p}}\right)_{T}=TV\left({\frac {1}{T}}-\alpha \right)}
となる。

### 気体のエンタルピー
低圧領域において実在気体の状態方程式をビリアル展開
{\displaystyle V(T,p)={\frac {RT}{p}}+B(T)+O(p^{1})}
の形で書くと、エンタルピーの圧力による偏微分は
{\displaystyle \left({\frac {\partial H}{\partial p}}\right)_{T}=B(T)-T{\frac {dB}{dT}}+O(p^{1})}
となる。従って、低圧領域においてエンタルピーは
{\displaystyle H(T,p)=H_{0}(T)+p\left[B(T)-T{\frac {dB}{dT}}\right]+O(p^{2})}
で表される。ここで
{\displaystyle H_{0}(T)=\lim _{p\to 0}H(T,p)}
である。